# Juan Pedro Juárez Meléndez

Juan Pedro Juárez Meléndez (San Pedro Tlalcuapan, Tlaxcala, 26 de junio de 1951) es un eclesiástico católico mexicano. Es el obispo de Tula, desde octubre de 2006.

## Biografía
Juan Pedro nació el 26 de junio de 1951, en la localidad mexicana de San Pedro Tlalcuapan.
Realizó sus estudios eclesiásticos en el Seminario Menor y Mayor de Tlaxcala.
En 1977, obtuvo la licenciatura en Derecho canónico por la Pontificia Universidad Gregoriana.

### Sacerdocio
Su ordenación sacerdotal fue el 9 de agosto de 1975, incardinándose en la diócesis de Tlaxcala.
Tras su ordenación se convirtió en el padre espiritual del seminario menor, siendo al mismo tiempo asesor del Movimiento Juvenil y notario en el proceso diocesano de los Beatos Mártires de Tlaxcala (de 1977 a 1978). Se convirtió en vicerrector del Seminario Menor en 1978, cargo que ocupó hasta 1983 cuando fue nombrado Rector del Seminario Mayor, ocupando el cargo hasta 1986.
Fue miembro del Consejo de Consultores y del Consejo para la Formación Permanente del Clero (1985-2006). También fue vicario general de la diócesis (1986-2006), siendo administrador diocesano de la diócesis tlaxcalteca, entre 1989 a 1991.

### Episcopado
El 12 de octubre de 2006, el papa Benedicto XVI lo nombró obispo de Tula. Fue consagrado el 26 de noviembre del mismo año, a manos del obispo Jacinto Guerrero Torres. El 3 de julio de 2024, el papa Francisco lo nombró administrador apostólico de la Diócesis de Atlacomulco, durante el período en que dicha diócesis se encuentre en sede vacante.